# Jakab József (pártmunkás)
Jakab József (Budapest, 1896. április 1. – Leningrád, 1938. június 28.) orvos, pártmunkás.

## Élete
Gazdag értelmiségi család sarja. Apja középiskolai tanár volt. Érettségi vizsgáját 1916-ban tette le, mely után beiratkozott az Orvostudományi Egyetemre, bár szülei nem szerették volna, ha fiuk az orvosi pályát választja. Az egyetemen kapcsolódott be a baloldali diákmozgalom, illetve a Galilei Kör munkájába. Egyetemi évei alatt nyelvtanítással tartotta fenn magát. 1918. január 12-én miután feloszlatták a Galilei Kört, két új szervezetet hoztak létre a diákok: a Károlyi Kört, s az Ifjúmunkások Országos Szövetségét. Ezen utóbbi újságának volt Lékai János és Boross F. László mellett Jakab is szerkesztője. A Kommunisták Magyarországi Pártjának 1919-től fogva tagja volt. A kommün alatt a Vörös Hadseregben politikai biztosként működött, illetve megválasztották a KIMSZ 19 tagú Központi Vezetőségének (KV) titkárává, illetve a KV mellett működő Ellenőrző Bizottságnak is tagja lett. A bukás után előbb elrejtőzött, később pedig átcsempészték a jugoszláv határon. Innen előbb Bécsbe, majd Romániába menekült, ahol szintén a kommunista párt ifjúsági mozgalmában tevékenykedett. 1922-től 3 éven át Csehszlovákiában élt, ahol orvosi tanulmányokat folytatott. Tanulmányainak befejezése után a folyamatos zaklatások miatt 1925. október 11-én a Szovjetunióba ment, ahol mint orvos helyezkedett el. Dolgozott Jaltában, ahol tüdőbetegeket kezelt, illetve Gorlovkában. 1926 és 1937 között tagja volt az SZK(b)P-nek. Édesapja követte az emigrációban. Jakabot 1938. február 28-án az NKVD kémkedés vádjával letartóztatta, s halálra ítélték. 1938. június 28-án az ítéletet végrehajtották.